# ビデオゲーム・ハイスクール
『ビデオゲーム・ハイスクール』（英語: Video Game High School）は、2012年のアメリカ合衆国のネット限定配信ドラマ。
制作はRocket Jump Studios。脚本はマシュー・アーノルド (Matthew Arnold) 、ウィル・キャンポス (Will Campos) 、ブライアン・フィレンツィ (Brian Firenzi) 。監督はマシュー・アーノルド、ブランドン・ラーチ (Brandon Laatsch) 、フレディ・ウォン (Freddie Wong) 。